# Ste-Brigitte-St-Georges (Buléon)

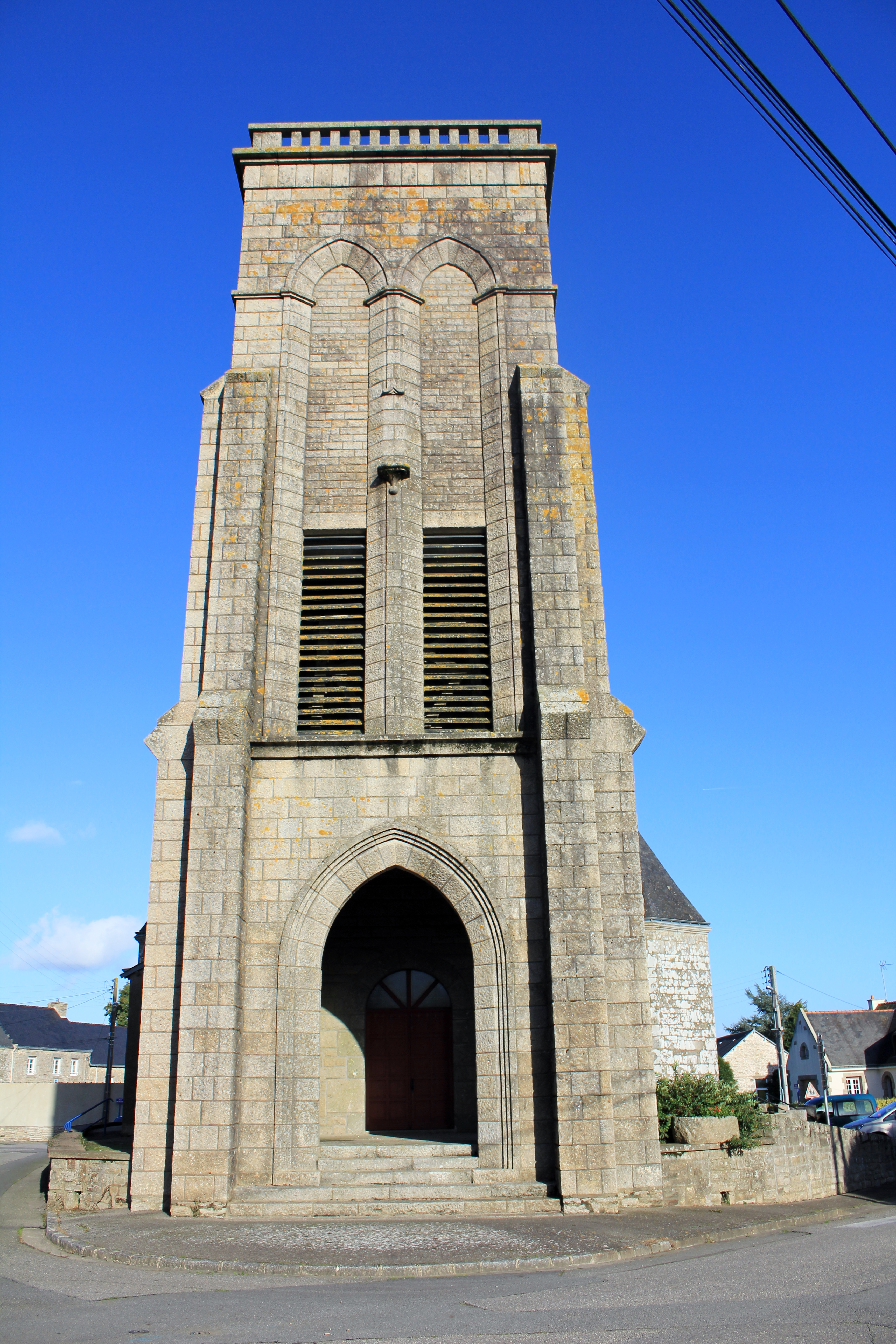
Kirche Buléon, Westturm

Die Kirche Buléon in der französischen Gemeinde Buléon wurde 1863 als Ersatz für eine Kapelle am gleichen Standort erbaut. Der 23 Meter hohe Glockenturm der Kirche, der im gleichen Stil wie das Kirchenschiff erbaut wurde, wurde erst 1962 errichtet. Er ist einer der wenigen als Wasserturm genutzten Kirchtürme und ist mit einem Behälter von 140 m³ Fassungsvermögen ausgestattet.
Das Dach des Glockenturms beherbergt auch eine Aussichtsplattform.